# Barjonia
Barjonia là chi thực vật có hoa trước đây nằm trong họ Asclepiadaceae, nay xếp trong Apocynaceae, và được mô tả lần đầu năm 1844. Đây là cây bản địa Nam Mỹ.
Loài
1. Barjonia chlorifolia Decne. - Brasil, Bolivia
2. Barjonia cymosa E.Fourn. - Brasil
3. Barjonia erecta (Vell.) K.Schum. - Goiás, Mato Grosso
4. Barjonia glazioui Marquete - Goiás, Distrito Federal
5. Barjonia grazielae Marquete - Goiás, Distrito Federal
6. Barjonia harleyi Fontella & Marquete - Bahia
7. Barjonia laxa Malme - Brasil, Bolivia

trước đây được xếp vào Barjonia
chuyển sang Hemipogon, Minaria
1. B. acerosa nay Hemipogon hemipogonoides
2. B. ditassoides nay Minaria ditassoides
3. B. parva nay Minaria parva